# Linha de Alverca
A Linha de Alverca foi um caminho de ferro que foi projectado mas nunca construído, que deveria ter ligado a zona do Campo Grande, na cidade de Lisboa, à Estação de Alverca, em Portugal.

## História

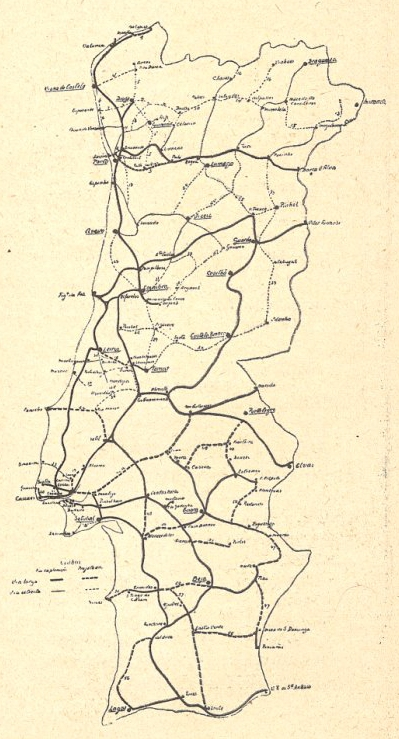
Mapa do Plano da Rede de 1930, mostrando o projecto para a Linha de Alverca e a sua ligação em Loures à Linha da Ericeira.

No Plano Geral da Rede Ferroviária, publicado pelo Decreto n.º 18190, de 28 de Março de 1930, um dos projectos classificados de via larga foi o da Linha de Alverca, desde o Campo Grande até Alverca, passando por Loures, onde se cruzaria com a também planeada Linha da Ericeira, de Carriche à Ericeira, em via estreita.